# Tô Chi Tiền

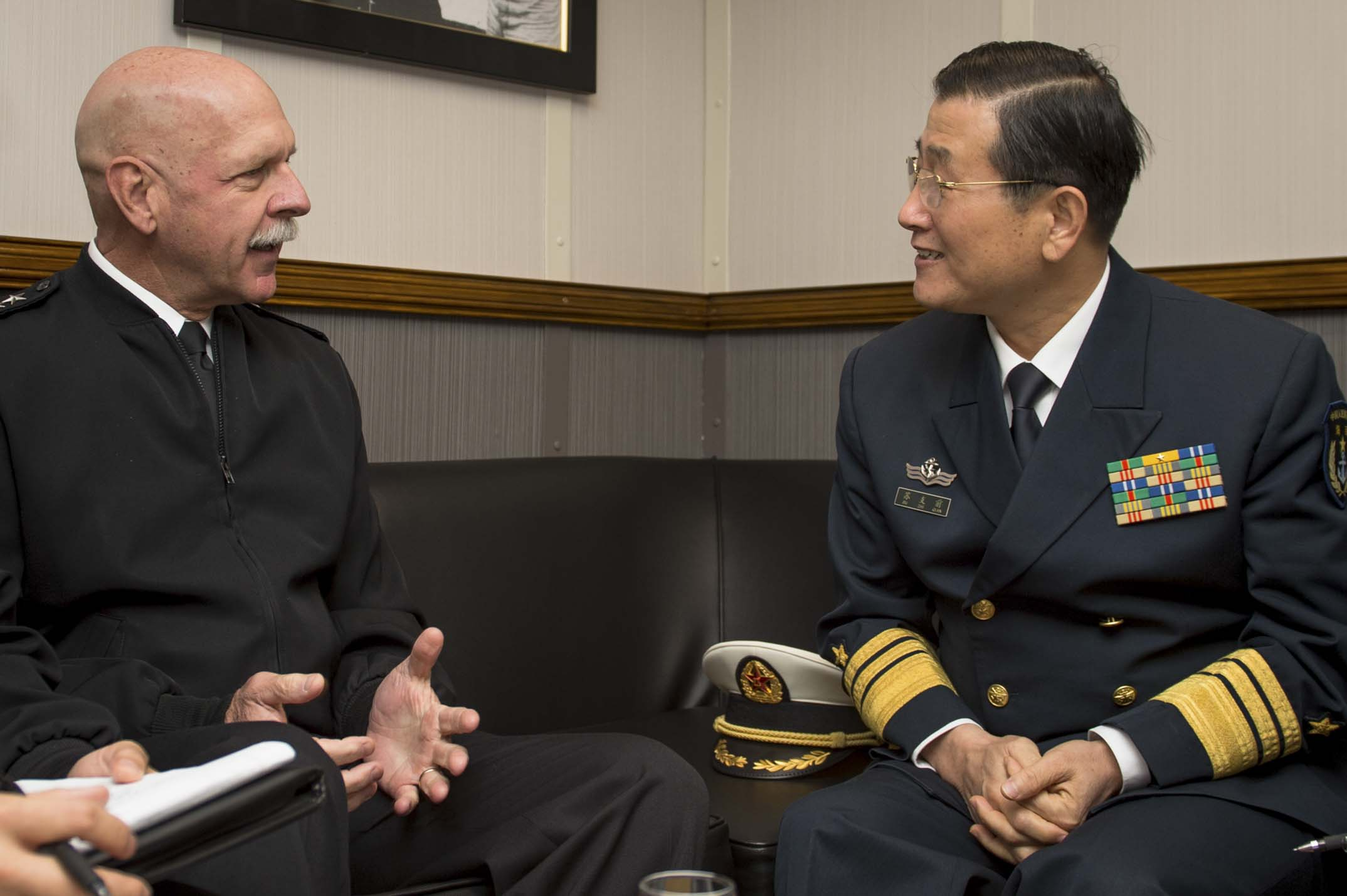
Trung tướng Tô Chi Tiền (phải)

Tô Chi Tiền (tiếng Trung: 苏支前; sinh tháng 8 năm 1955) là Phó Đô đốc Hải quân Quân Giải phóng Nhân dân Trung Quốc (PLAN). Ông hiện là Phó Tư lệnh Hải quân Quân Giải phóng Nhân dân Trung Quốc, nguyên Tư lệnh Hạm đội Đông Hải kiêm Phó Tư lệnh Quân khu Nam Kinh từ năm 2010 và trước đó là Tư lệnh Hạm đội Nam Hải kiêm Phó Tư lệnh Quân khu Quảng Châu.

## Tiểu sử
Tô Chi Tiền sinh tháng 8 năm 1955 tại Lâm Nghi, tỉnh Sơn Đông. Ông từng du học ở Nga tốt nghiệp Học viện Quân sự Bộ Tổng Tham mưu Lực lượng Vũ trang Liên bang Nga.
Năm 1970, ông tham gia quân đội và từng đảm nhiệm chức vụ Tham mưu khoa tác chiến huấn luyện Bộ Tư lệnh Chi đội tàu khu trục Hải quân, Tham mưu trưởng Chi đội 2 tàu khu trục, Phó Chi đội trưởng, Chi đội trưởng.
Tháng 12 năm 2000, ông được bổ nhiệm làm Phó Tham mưu trưởng Hạm đội Nam Hải. Tháng 7 năm 2006, ông được bổ nhiệm giữ chức Tham mưu trưởng Hạm đội Nam Hải. Tháng 6 năm 2007, ông được cử làm Phó Tư lệnh Hạm đội Nam Hải đồng thời phong quân hàm Chuẩn đô đốc. Tháng 12 năm 2008, Tô Chi Tiền được bổ nhiệm giữ chức vụ Phó Tư lệnh Quân khu Quảng Châu kiêm Tư lệnh Hạm đội Nam Hải. Tháng 7 năm 2010, ông được thăng quân hàm Phó Đô đốc.
Tháng 12 năm 2010, Tô Chi Tiền được điều chuyển làm Phó Tư lệnh Quân khu Nam Kinh kiêm Tư lệnh Hạm đội Đông Hải. Tháng 2 năm 2016, Chủ tịch Quân ủy Trung ương Tập Cận Bình ra tuyên bố giải thể 7 đại Quân khu gồm Bắc Kinh, Thẩm Dương, Tế Nam, Nam Kinh, Quảng Châu, Lan Châu và Thành Đô để thiết lập lại thành 5 Chiến khu, là Chiến khu Đông, Chiến khu Bắc, Chiến khu Nam, Chiến khu Tây và Chiến khu Trung ương; Tô Chi Tiền được bổ nhiệm làm Phó Tư lệnh Chiến khu Đông bộ kiêm Tư lệnh Hải quân trực thuộc Chiến khu Đông bộ Quân Giải phóng Nhân dân Trung Quốc.
Tháng 1 năm 2017, Tô Chi Tiền được bổ nhiệm giữ chức vụ Phó Tư lệnh Hải quân Quân Giải phóng Nhân dân Trung Quốc (PLAN).